# María Magdalena Radice
María Magdalena Radice  fue una mineróloga argentina, pionera de la geología en la Universidad Nacional de La Plata. Se destacó por sus estudios sobre la rodocrosita, la piedra nacional argentina, y también fue pionera en la geología forense.

## Investigación
María Magdalena Radice estudió geología en la Universidad Nacional de la Plata. En 1943 obtuvo el doctorado con el trabajo “Contribución al conocimiento petrográfico de las rocas cristalinas del Neuquén” con la dirección del reconocido profesor Enrique Fossa Mancini (1884-1950), de quien fuera discípula. Continuó sus estudios especializándose en los campos de la Petrografía y Mineralogía. En 1944, obtuvo una beca de la Comisión Nacional de Cultura para estudiar la determinación de las propiedades técnicas de las rocas de construcción por medio del microscopio de polarización. 
Radice se destacó por sus investigaciones acerca de la rodocrosita o rosa del Inca en yacimientos de Argentina, considerada como la piedra nacional de este país. En particular Radice trabajo sobre muestras de rodocrosita obtenidas en la mina Capillitas.

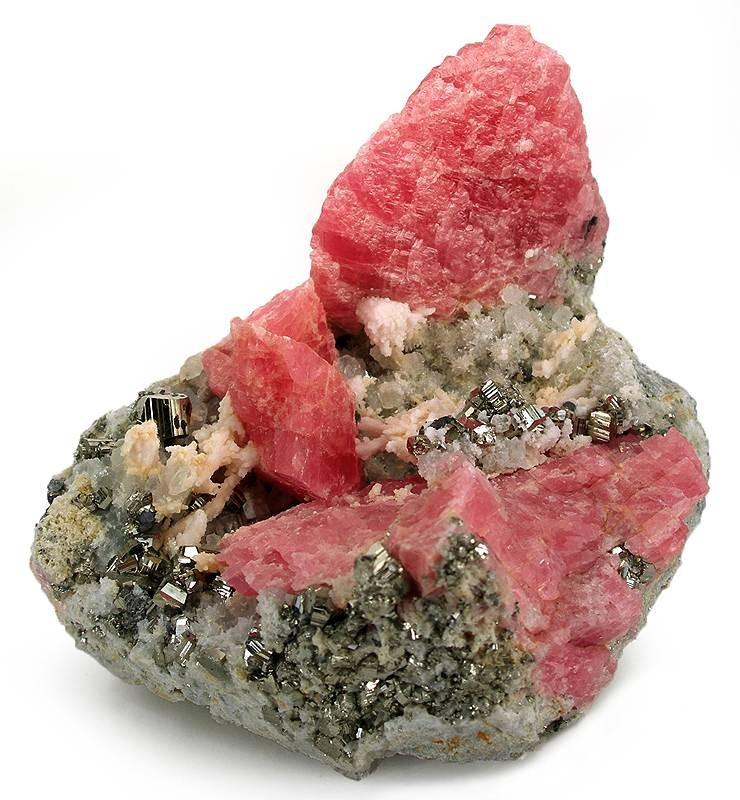
Rodocrosita o piedra del Inca. Imagen: Rob Lavinsky, iRocks.com – CC-BY-SA-3.0

En 1959 Radice publicó un trabajo de actualización sobre el estado de los meteoritos de la colección del Museo de La Plata. Al respecto, la propia Radice cuenta: 
```
     "Estas noticias sobre la colección de meteoritos conservados en el Museo de La Plata tienen por fin actualizar la Guía publicada por Kantor en 1921, y que hoy resulta inadecuada debido a las incorporaciones de material registradas desde entonces, y a la necesidad de modificar algunos de los datos que allí se consigna. Por ello presento esta revisión, que comprende al mismo tiempo una recopilación de las noticias (diseminadas en un gran número de publicaciones) relativas a los meteoritos de nuestro Instituto. A una breve historia del crecimiento de esa colección sigue la exposición de los datos que he logrado reunir acerca de cada uno de los meteoritos, ordenados alfabéticamente según su denominación más generalmente aceptada. Entre los datos acerca de la clasificación he incluido los símbolos de Brezina, que aun hoy son usados; para facilitar su interpretación, he agregado al final una lista explicativa completa, o sea que incluye aun aquellos símbolos que no figuran en el texto por no poseer nosotros representantes de esos grupos."
[
5
]
```

## Docencia
Radice desarrolló su carrera como docente universitaria en la Facultad de Ciencias Naturales y Museo de la Universidad Nacional de La Plata..Entre  1946 y 1965 se desempeñó en el área de Mineralogía, ocupando primero el cargo de Jefa de Trabajos Prácticos ad honorem y luego obteniendo por concurso el cargo de Profesora Titular en 1955. Se jubiló de la docencia en 1966.

## Formación de recursos humanos
En 1956 Radice fue directora de la tesis doctoral del geólogo Roberto Poljak, versandosu trabajo sobre un mineral del grupo de las serpentinas, propio del departamento Tupungato, provincia de Mendoza, Argentina.  
Magdalena Radice fue autora de varios trabajos (una Guía de Trabajos Prácticos y una publicación en la Revista del Museo de La Plata) dedicados a las piedras empleadas en construcciones, pavimentos y ornamentos usadas en diversas construcciones en la ciudad de La Plata. Estos materiales tuvieron un alto valor formativo: 
"Muchas generaciones de estudiantes recorrieron la ciudad con esta publicación, en la cual hallaban los caracteres visibles y procedencia de las rocas de muchos frentes de edificios y viviendas platenses."

## Peritaje policial
A partir de 1965 Radice centraliza sus actividades en la geología forense, desempeñándose dentro en el área de peritaje de la Policía de la Provincia de 
Buenos Aires. Allí alcanzó el cargo de encargada del Laboratorio Pericial "abriendo camino para que otros geólogos se incorporaran a esa función."

## Vida personal
Magdalena Radice contrajo nupcias con un reconocido médico de la ciudad de La Plata, el Dr. Norberto A. Cellerino.